# Congrès universel d'espéranto de 1956
Pour un article plus général, voir Congrès universel d'espéranto.
 (décembre 2024).
Le congrès universel d’espéranto de 1956 est le 41e congrès universel d’espéranto, organisé en août 1956, à Copenhague au Danemark.